# Turmhügel Langenerling
Der Turmhügel Langenerling ist eine abgegangene Turmhügelburg (Motte) 150 Meter südlich der Pfarrkirche St. Johannes Babtist des Ortsteils Langenerling der Gemeinde Hagelstadt im oberpfälzischen Landkreis Regensburg in Bayern. Die Anlage wird als Bodendenkmal unter der Aktennummer D-3-7039-0074 im Bayernatlas als „mittelalterlicher Burgstall mit Turmhügel, Siedlung des hohen und späten Mittelalters“ geführt. 
Von der ehemaligen Mottenanlage, deren Burgstall heute ein Bodendenkmal ist, sind keine obertägigen Reste und keine gesicherten Daten vorhanden. Als ehemalige Besitzer der Burg werden die Ministerialen von Sankt Emmeran genannt.